# Targionia michelii
Targionia michelii là một loài rêu trong họ Targioniaceae. Loài này được Corda mô tả khoa học đầu tiên năm 1829.
Danh pháp khoa học của loài này chưa được làm sáng tỏ. 